# Сувора країна
«Сувора країна» — американська драматична стрічка з Яном-Майклом Вінсентом і Кім Бейсінгер в головних ролях.

## Сюжет
Кайл — простий робітник на місцевій фабриці в Техасі. Його амбітна дівчина Джоді мріє про кар'єру співачки. Кохана ставить своєму хлопцю умову: або вони одружуються, або вона сама їде в велике місто, щоб здійснити свої бажання.

## У ролях
| Актор            | Роль               |
| ---------------- | ------------------ |
| Ян-Майкл Вінсент | Кайл               |
| Кім Бейсінгер    | Джоді              |
| Майкл Паркс      | Ройс               |
| Гейлард Сартейн  | Джонні Боб         |
| Джей Керр        | помічник           |
| Таня Такер       | Керолайн           |
| Деріл Ганна      | Лоретта            |
| Марк Гарібальді  | Док Удда           |
| Річард Молл      | Найкращий стрілець |
| Тед Нілі         | Веслі              |
| Майкл Шейн       | Гаррі              |

## Створення фільму

### Виробництво
Зйомки фільму проходили в Каліфорнії та Техасі, США.

### Знімальна група
- Кінорежисер — Девід Грін
- Сценаристи — Майкл Кейн, Майкл Мартін Мерфі
- Кінопродюсери — Девід Грін, Мак Бінг
- Композитори — Джиммі Гаскелл, Майкл Мартін Мерфі
- Кінооператор — Денніс Діел
- Кіномонтаж — Джон А. Матінеллі
- Художник-постановник — Едвард Річардсон
- Художник-декоратор — Джеймс Л. Беркі
- Художник по костюмах — Діанн Кеннеді
- Підбір акторів — Хосе Віллаверде[1].

## Сприйняття
Фільм отримав змішані відгуки. На сайті Rotten Tomatoes оцінка стрічки становить 33 % на основі 112 відгуків від глядачів (середня оцінка 3,1/5). Фільму зарахований «розсипаний попкорн» від глядачів, Internet Movie Database — 6,2/10 (439 голосів).